# Gmina Stare Kurowo
Gmina Stare Kurowo je polská vesnická gmina v okrese Strzelce-Drezdenko v Lubušském vojvodství. Sídlem gminy je ves Stare Kurowo. V roce 2017 zde žilo 4 083 obyvatel.
Gmina má rozlohu 77,88 km² a zabírá 6,24% rozlohy okresu. Skládá se z 10 starostenství.

## Části gminy
StarostenstvíBłotnica, Głęboczek, Kawki, Łącznica, Łęgowo, Nowe Kurowo, Pławin, Przynotecko, Rokitno, Stare Kurowo
Sídla bez statusu starostenstvíGromadzin, Międzybłocie, Smolarz